# Eagles of Death Metal : Nos amis
Pour plus de détails, voir Fiche technique et Distribution.
Eagles of Death Metal : Nos amis est un film documentaire américain qui est diffusé en février 2017 sur la chaîne de télévision payante HBO,,,,,,.
Réalisé par l'acteur et réalisateur Colin Hanks, vieil ami du groupe et fils de l'acteur Tom Hanks, le film évoque Jesse Hughes et son groupe Eagles of Death Metal après l'attentat perpétré le 13 novembre 2015 au Bataclan à Paris,,,,,.

## Diffusion
Le film est diffusé en février 2017 sur la chaîne de télévision payante HBO (Home Box Office),,,,,,.
Il sortira également en salle de façon à pouvoir se présenter aux Oscars en 2018. 

## Historique
Eagles of Death Metal : Nos amis est le second documentaire de Colin Hanks, après All Things Must Pass: The Rise And Fall Of Tower Records, produit en 2015 par Gravitas Ventures.
Financé par Live Nation, le film est mis sur les rails à la hâte, lorsque Hanks réalise le potentiel cinématographique du retour du groupe à Paris durant la tournée appelée Nos Amis Tour en février 2016. Hanks n'a disposé que de quelques semaines pour préparer son film, alors qu'il avait passé sept ans sur All Things Must Pass.
Colin Hanks décide alors avec les deux cofondateurs du groupe Jesse Hughes et Josh Homme, qu'il connaît tous deux depuis une dizaine d'années, que le film toucherait plus les gens avec un message portant moins sur la terreur elle-même que sur la force requise pour la vaincre.

## Contenu
Le documentaire commence en cette sinistre soirée du vendredi 13 novembre, lorsqu'un commando djihadiste entre dans la salle parisienne en plein concert et abat 90 personnes. Il suit les rockeurs californiens pendant trois mois, jusqu'à leur retour sur scène à Paris.
Le film, selon Hanks, comporte trois parties. La première présente le groupe aux spectateurs qui ne connaîtraient pas sa musique ou pourraient être abusés par son nom ironique, le groupe n'étant en fait pas un groupe de death metal. La deuxième partie concerne le drame du 13 novembre 2015, mais sans images des nombreux morts. La troisième partie montre le groupe durant sa tournée de retour en Europe.
Selon Colin Hanks, le film n'est pas politique, mais il n'élude pas pour autant la controverse autour de Hughes qui, dans des interviews après l'attaque, a affirmé soupçonner que des membres du service de sécurité du Bataclan d'origine arabe pourraient être impliqués dans l'attentat,,,,. Rockeur situé politiquement à droite et soutien avoué du candidat républicain à la Maison-Blanche Donald Trump, le chanteur avait aussi lancé, sans la moindre preuve, que des musulmans célébraient l'attentat à l'extérieur du bâtiment pendant que les djihadistes étaient à l'intérieur,,.
Selon un communiqué de HBO, le film met l'accent « sur les liens profonds des membres du groupe entre eux et avec leurs fans, ce qui les a amenés à retourner à Paris pour y jouer une fois encore »,,,. 
Mais il explore également la relation entre le chanteur Jesse Hughes (qui reconnaît être marqué à jamais par cette nuit) et son ami de longue date Josh Homme, membre occasionnel du groupe qui n'était pas présent au Bataclan le soir de la tuerie.
Le film montre également les membres de U2 Bono et The Edge, qui ont accueilli les Eagles sur scène durant leur concert à Paris en décembre 2015 : « On leur a volé leur scène, donc nous aimerions leur offrir la nôtre » déclara Bono au public.
La musique du film est de la main d'Alain Johannes, membre des Queens of the Stone Age, un des groupes de Josh Homme.